# Bóng đá tại Đại hội Thể thao Đông Nam Á 2003
Môn bóng đá tại Đại hội Thể thao Đông Nam Á 2003 bao gồm bóng đá nam và bóng đá nữ. Nội dung bóng đá nam diễn ra từ ngày 29 tháng 11 đến ngày 12 tháng 12 năm 2003 và nội dung bóng đá nữ diễn ra từ ngày 2 tháng 12 đến ngày 11 tháng 12 năm 2003. Các trận đấu được tổ chức tại Hà Nội và một số tỉnh thành khác của Việt Nam. Độ tuổi tham dự là U-23 đối với nam, và không giới hạn độ tuổi đối với nữ.

## Lịch thi đấu
Dưới đây là lịch thi đấu cho môn bóng đá.
| G | Vòng bảng | ½ | Bán kết | B | Tranh huy chương đồng | F | Chung kết |

| Nội dung | T7 29 | CN 30 | T2 1 | T3 2 | T4 3 | T5 4 | T6 5 | T7 6 | CN 7 | T2 8 | T3 9 | T4 10 | T5 11 | T5 11 | T6 12 | T6 12 |
| -------- | ----- | ----- | ---- | ---- | ---- | ---- | ---- | ---- | ---- | ---- | ---- | ----- | ----- | ----- | ----- | ----- |
| Nam      | G     | G     |      |      | G    | G    |      | G    | G    |      | ½    |       |       |       | B     | F     |
| Nữ       |       |       |      | G    |      | G    |      | G    |      | ½    |      |       | B     | F     |       |       |

## Địa điểm
Tổng cộng sáu địa điểm đã được sử dụng cho giải đấu. Sân vận động Quốc gia Mỹ Đình, sân vận động Hàng Đẫy (tại Hà Nội), sân vận động Thống Nhất và sân vận động Quân khu 7 (tại Thành phố Hồ Chí Minh) là các sân vận động được chọn để tổ chức các trận đấu của nam, trong khi các trận đấu của nữ được tổ chức tại sân vận động Lạch Tray ở Hải Phòng và sân vận động Thiên Trường ở Nam Định.
| Hà NộiThành phố Hồ Chí MinhHải PhòngNam ĐịnhBóng đá tại Đại hội Thể thao Đông Nam Á 2003 (Việt Nam) | Hà Nội                        | Hà Nội                  | Nam Định                  | Nam Định                  |
| --------------------------------------------------------------------------------------------------- | ----------------------------- | ----------------------- | ------------------------- | ------------------------- |
| Hà NộiThành phố Hồ Chí MinhHải PhòngNam ĐịnhBóng đá tại Đại hội Thể thao Đông Nam Á 2003 (Việt Nam) | Sân vận động Quốc gia Mỹ Đình | Sân vận động Hàng Đẫy   | Sân vận động Thiên Trường | Sân vận động Thiên Trường |
| Hà NộiThành phố Hồ Chí MinhHải PhòngNam ĐịnhBóng đá tại Đại hội Thể thao Đông Nam Á 2003 (Việt Nam) | Sức chứa: 40.192              | Sức chứa: 22.000        | Sức chứa: 30.000          | Sức chứa: 30.000          |
| Hà NộiThành phố Hồ Chí MinhHải PhòngNam ĐịnhBóng đá tại Đại hội Thể thao Đông Nam Á 2003 (Việt Nam) |                               |                         |                           |                           |
| Hà NộiThành phố Hồ Chí MinhHải PhòngNam ĐịnhBóng đá tại Đại hội Thể thao Đông Nam Á 2003 (Việt Nam) | Thành phố Hồ Chí Minh         | Thành phố Hồ Chí Minh   | Hải Phòng                 | Hải Phòng                 |
| Hà NộiThành phố Hồ Chí MinhHải PhòngNam ĐịnhBóng đá tại Đại hội Thể thao Đông Nam Á 2003 (Việt Nam) | Sân vận động Thống Nhất       | Sân vận động Quân khu 7 | Sân vận động Lạch Tray    | Sân vận động Lạch Tray    |
| Hà NộiThành phố Hồ Chí MinhHải PhòngNam ĐịnhBóng đá tại Đại hội Thể thao Đông Nam Á 2003 (Việt Nam) | Sức chứa: 25.000              | Sức chứa: 25.000        | Sức chứa: 26.000          | Sức chứa: 26.000          |
| Hà NộiThành phố Hồ Chí MinhHải PhòngNam ĐịnhBóng đá tại Đại hội Thể thao Đông Nam Á 2003 (Việt Nam) |                               |                         |                           |                           |

## Các quốc gia tham dự
| Quốc gia               | Nam | Nữ  |
| ---------------------- | --- | --- |
| Brunei                 | No  | No  |
| Campuchia              | Yes | No  |
| Indonesia              | Yes | Yes |
| Lào                    | Yes | No  |
| Malaysia               | Yes | Yes |
| Myanmar                | Yes | Yes |
| Philippines            | No  | Yes |
| Singapore              | Yes | Yes |
| Thái Lan               | Yes | Yes |
| Đông Timor             | No  | No  |
| Việt Nam               | Yes | Yes |
| Tổng cộng: 11 quốc gia | 8   | 7   |

## Giải đấu nam

### Vòng bảng
Tám đội tuyển được chia thành hai bảng thi đấu vòng tròn một lượt. Mỗi bảng chọn hai đội đứng đầu vào bán kết.

#### Bảng A
| VT | Đội          | ST | T | H | B | BT | BB | HS  | Đ | Giành quyền tham dự     |
| -- | ------------ | -- | - | - | - | -- | -- | --- | - | ----------------------- |
| 1  | Thái Lan     | 3  | 2 | 1 | 0 | 13 | 1  | +12 | 7 | Vòng đấu loại trực tiếp |
| 2  | Việt Nam (H) | 3  | 2 | 1 | 0 | 3  | 1  | +2  | 7 | Vòng đấu loại trực tiếp |
| 3  | Indonesia    | 3  | 1 | 0 | 2 | 1  | 7  | −6  | 3 |                         |
| 4  | Lào          | 3  | 0 | 0 | 3 | 0  | 8  | −8  | 0 |                         |

#### Bảng B
| VT | Đội       | ST | T | H | B | BT | BB | HS  | Đ | Giành quyền tham dự     |
| -- | --------- | -- | - | - | - | -- | -- | --- | - | ----------------------- |
| 1  | Malaysia  | 3  | 3 | 0 | 0 | 13 | 3  | +10 | 9 | Vòng đấu loại trực tiếp |
| 2  | Myanmar   | 3  | 2 | 0 | 1 | 10 | 3  | +7  | 6 | Vòng đấu loại trực tiếp |
| 3  | Singapore | 3  | 1 | 0 | 2 | 5  | 5  | 0   | 3 |                         |
| 4  | Campuchia | 3  | 0 | 0 | 3 | 2  | 19 | −17 | 0 |                         |

### Vòng đấu loại trực tiếp
|  | Bán kết              | Bán kết  |                            |   | Trận tranh huy chương vàng | Trận tranh huy chương vàng |
|  |                      |          |                            |   |                            |                            |
|  | 9 tháng 12 – Hà Nội  |          |                            |   |                            |                            |
|  |                      |          |                            |   |                            |                            |
|  | Thái Lan             | 2        |                            |   |                            |                            |
|  | Thái Lan             | 2        | 12 tháng 12 – Hà Nội       |   |                            |                            |
|  | Myanmar              | 0        |                            |   |                            |                            |
|  | Myanmar              | 0        | Thái Lan (s.h.p.)          | 2 |                            |                            |
|  | 9 tháng 12 – Hà Nội  |          | Thái Lan (s.h.p.)          | 2 |                            |                            |
|  |                      | Việt Nam | 1                          |   |                            |                            |
|  | Việt Nam             | Việt Nam | 1                          | 4 |                            |                            |
|  | Việt Nam             |          |                            | 4 |                            |                            |
|  | Malaysia             | 3        |                            |   |                            |                            |
|  | Malaysia             | 3        | Trận tranh huy chương đồng |   |                            |                            |
|  |                      |          |                            |   |                            |                            |
|  | 12 tháng 12 – Hà Nội |          |                            |   |                            |                            |
|  |                      |          |                            |   |                            |                            |
|  | Malaysia (p)         | 1 (4)    |                            |   |                            |                            |
|  | Malaysia (p)         | 1 (4)    |                            |   |                            |                            |
|  | Myanmar              | 1 (2)    |                            |   |                            |                            |

### Huy chương vàng
| Bóng đá nam Đại hội Thể thao Đông Nam Á 2003 |
| -------------------------------------------- |
| · Thái Lan · Lần thứ 11                      |

## Giải đấu nữ

### Vòng bảng
Bảy đội tuyển được chia thành hai bảng thi đấu vòng tròn một lượt. Mỗi bảng chọn hai đội đứng đầu vào bán kết.

#### Bảng A
| VT | Đội          | ST | T | H | B | BT | BB | HS  | Đ | Giành quyền tham dự     |
| -- | ------------ | -- | - | - | - | -- | -- | --- | - | ----------------------- |
| 1  | Việt Nam (H) | 3  | 3 | 0 | 0 | 12 | 1  | +11 | 9 | Vòng đấu loại trực tiếp |
| 2  | Malaysia     | 3  | 0 | 2 | 1 | 3  | 5  | −2  | 2 | Vòng đấu loại trực tiếp |
| 3  | Philippines  | 3  | 0 | 2 | 1 | 1  | 4  | −3  | 2 |                         |
| 4  | Indonesia    | 3  | 0 | 2 | 1 | 3  | 9  | −6  | 2 |                         |

#### Bảng B
| VT | Đội       | ST | T | H | B | BT | BB | HS | Đ | Giành quyền tham dự     |
| -- | --------- | -- | - | - | - | -- | -- | -- | - | ----------------------- |
| 1  | Myanmar   | 2  | 2 | 0 | 0 | 7  | 2  | +5 | 6 | Vòng đấu loại trực tiếp |
| 2  | Thái Lan  | 2  | 1 | 0 | 1 | 4  | 4  | 0  | 3 | Vòng đấu loại trực tiếp |
| 3  | Singapore | 2  | 0 | 0 | 2 | 0  | 5  | −5 | 0 |                         |

### Vòng đấu loại trực tiếp
|  | Bán kết                 | Bán kết |                            |   | Trận tranh huy chương vàng | Trận tranh huy chương vàng |
|  |                         |         |                            |   |                            |                            |
|  | 8 tháng 12 – Hải Phòng  |         |                            |   |                            |                            |
|  |                         |         |                            |   |                            |                            |
|  | Myanmar                 | 8       |                            |   |                            |                            |
|  | Myanmar                 | 8       | 11 tháng 12 – Hải Phòng    |   |                            |                            |
|  | Malaysia                | 0       |                            |   |                            |                            |
|  | Malaysia                | 0       | Việt Nam                   | 2 |                            |                            |
|  | 8 tháng 12 – Hải Phòng  |         | Việt Nam                   | 2 |                            |                            |
|  |                         | Myanmar | 1                          |   |                            |                            |
|  | Việt Nam                | Myanmar | 1                          | 3 |                            |                            |
|  | Việt Nam                |         |                            | 3 |                            |                            |
|  | Thái Lan                | 1       |                            |   |                            |                            |
|  | Thái Lan                | 1       | Trận tranh huy chương đồng |   |                            |                            |
|  |                         |         |                            |   |                            |                            |
|  | 11 tháng 12 – Hải Phòng |         |                            |   |                            |                            |
|  |                         |         |                            |   |                            |                            |
|  | Thái Lan                | 6       |                            |   |                            |                            |
|  | Thái Lan                | 6       |                            |   |                            |                            |
|  | Malaysia                | 1       |                            |   |                            |                            |

### Huy chương vàng
| Bóng đá nữ Đại hội Thể thao Đông Nam Á 2003 |
| ------------------------------------------- |
| · Việt Nam · Lần thứ 2                      |

## Tóm tắt huy chương

### Bảng huy chương
| Hạng               | Đoàn               | Vàng | Bạc | Đồng | Tổng số |
| ------------------ | ------------------ | ---- | --- | ---- | ------- |
| 1                  | Việt Nam (VIE)     | 1    | 1   | 0    | 2       |
| 2                  | Thái Lan (THA)     | 1    | 0   | 1    | 2       |
| 3                  | Myanmar (MYA)      | 0    | 1   | 0    | 1       |
| 4                  | Malaysia (MAS)     | 0    | 0   | 1    | 1       |
| Tổng số (4 đơn vị) | Tổng số (4 đơn vị) | 2    | 2   | 2    | 6       |

### Danh sách huy chương
| Nội dung | Vàng | Bạc | Đồng |
| -------- | --- | --- | --- |
| Nam      | Thái Lan (THA) · Kosin Hatairattanakul · Panuwat Tanganurat · Anon Nanok · Paitoon Tiebma · Jedsada Jidsawad · Rungroj Sawangsri · Tada Keelalay · Nattaporn Phanrit · Ittipol Poosup · Supachai Komsilp · Sakda Joemdee · Yuttajak Kornchan · Pichitpong Chuechiew · Datsakorn Thonglao · Issawa Singthong · Teeratep Winothai · Manit Noyvech · Pitipong Kuldilok · Sarayoot Chaikamdee · Piyawat Thongman | Việt Nam (VIE) · Nguyễn Thế Anh · Bùi Quang Huy · Dương Hồng Sơn · Nguyễn Huy Hoàng · Lê Văn Trương · Nguyễn Lâm Tấn · Phạm Hải Nam · Vũ Duy Hoàng · Nguyễn Minh Phương · Lê Quốc Vượng · Phan Văn Tài Em · Đặng Thanh Phương · Lê Đức Tuấn · Nguyễn Hữu Thắng · Nguyễn Tuấn Phong · Phan Như Thuật · Phạm Văn Quyến · Phan Thanh Bình · Hoàng Phúc Lâm · Lê Công Vinh | Malaysia (MAS) · Mohd Faizal Abdul Rashid · Mohd Syamsuri Mustafa · Irwan Fadli Idrus · Abdul Aziz Ismail · Ronny Harun · Norhafiz Zamani Misbah · Redzuan Radzy · Shahril Faizal Sharifuddin · Mohd Amri Yahyah · Indra Putra Mahayuddin · Mohd Juzaili Samion · Mohd Mazuki Yusof · Syaiful Sabtu · Mohd Norhisham Hassan · Rajan Koran · Davaghan Surendran · Fadzli Shaari · Mohd Harris Safwan · Akmal Rizal Rakhili · Zainizam Marjan |
| Nữ       | Việt Nam (VIE) · Nguyễn Thị Kim Hồng · Vũ Tuyết Minh · Đỗ Thu Trang · Trần Bích Hạnh · Nguyễn Hồng Phúc · Vũ Thị Tân · Nguyễn Ngọc Anh · Bùi Thị Tuyết · Đào Thị Miện · Quách Thanh Mai · Nguyễn Thị Thuý Nga · Nguyễn Thị Mai Lan · Văn Thị Thanh · Đoàn Thị Kim Chi · Trần Thị Kim Hồng · Phạm Quỳnh Anh · Lưu Ngọc Mai · Phùng Thị Minh Nguyệt · Nguyễn Thị Hà · Đỗ Thị Phương                            | Myanmar (MYA) · May Khin Ya Min · Mint Myint Than · Thuzak Htwe · Than Than Htwe · San San Kyu · Zin Mar Wann · Nwe Nwe Toe · Nhin Si Myint · Aye Nandar Hlaing · My Nilar Htwe · Thei Thei Win · Moe Moe War · San San Thein · San San Maev | Thái Lan (THA) · Kusumarn Thong · Chownee Phanlet · Narumon Piamsin · Chutima Takonrum · Supaphon Kaeobaen · Pranee Saipin · Anootsara Maijarern · Pantipa Mingkwa · Sujittar Mhuenlit · Thiangtham · Hathairat Thongsri |